# Wolfgang Danne
Wolfgang Danne (Hildesheim, 9 dicembre 1941 – Garmisch Partenkirchen, 16 giugno 2019) è stato un pattinatore artistico su ghiaccio tedesco.

## Palmarès
Coppie con Margot Glockshuber
| Internazionali                       | Internazionali | Internazionali | Internazionali | Internazionali |
| Evento                               | 1964–65        | 1965–66        | 1966–67        | 1967–68        |
| ------------------------------------ | -------------- | -------------- | -------------- | -------------- |
| Giochi olimpici invernali            |                |                |                | 3°             |
| Campionati mondiali                  | 11°            | 4°             | 2°             | R              |
| Campionati europei                   | 7°             | 3°             | 2°             | 4°             |
| Praga Skate                          |                | 1°             | 1°             |                |
| Nazionali                            |                |                |                |                |
| Campionati della Germania dell'Ovest | 2°             | 3°             | 1°             | 1°             |
| R = Ritirati                         |                |                |                |                |

Coppie con Sigrid Riechmann
| Internazionali                       | Internazionali | Internazionali |
| Evento                               | 1962–63        | 1963–64        |
| ------------------------------------ | -------------- | -------------- |
| Campionati mondiali                  |                | 9°             |
| Campionati europei                   | 11°            | 6°             |
| Nazionali                            |                |                |
| Campionati della Germania dell'Ovest | 3°             | 3°             |